# Нидерланды на «Евровидении-1987»
Нидерланды принимали участие в тридцать втором выпуске телевизионного конкурса Евровидение-1987, который состоялся 9 мая во Дворце Столетия в Брюсселе, Бельгия. Страну представляла певица Марша (Марга  Бульт) с песней Rechtop in de wind ("Прямо на ветру"), написанной известным голландским композитором и отцом голландского рок-н-ролла Питером Колевейном. По итогам голосования она заняла пятое место из 22, набрав 83 очка. Тем не менее, Rechtop in de wind стала предшественницей нидерландской заявки на Евровидение-1988 Shangri-La в исполнении Герарда Джолинга. Конкурс был показан NOS на канале NPO 1 с комментариями Виллема ван Бёйскома. Глашатаем от Нидерландов был Ральф Инбар.

## До «Евровидения»

### Nationaal Songfestival 1987
Как и в предыдущие годы нидерландская телекомпания NOS использовало традиционный национальный отбор под названием Nationaal Songfestival для выбора заявки на Евровидение. Главным отличием от прошлогоднего выпуска стало то, что выбор касался только песни, в то время как исполнитель был выбран внутренним отбором. Им стала певица Марша, которая ранее была участницей групп Tulip, Babe and Dutch Divas. Национальный финал состоялся 25 марта 1987 года в Королевской консерватории Гааги. Ведущей была Астрид Йоостен. Марша исполнила шесть песен, а победитель из них определялся путём голосования жюри из 12 провинций Нидерландов. Подавляющее большинство присудило композиции Rechtop in de wind максимальное количество очков.
| Порядковый номер | Название песни            | Очки | Место |
| ---------------- | ------------------------- | ---- | ----- |
| 1                | "Verliefd zijn"           | 191  | 4     |
| 2                | "Big Ben of Nôtre Dame"   | 213  | 2     |
| 3                | "Rechtop in de wind"      | 296  | 1     |
| 4                | "Morgen"                  | 208  | 3     |
| 5                | "Het leven is een cadeau" | 170  | 6     |
| 6                | "Buiten jou"              | 182  | 5     |

## На «Евровидении»
В Брюсселе Марша выступала под номером 12, между Грецией и Люксембургом. Её перформанс запомнился фанатам Евровидения по имиджу, столь характерному для моды 1980-х годов (большие широкие подплечники и гигантская соломенного цвета грива на голове). По итогам голосования Нидерланды заняли пятое место из 22, набрав 83 очка, включая 12 очков от Франции. Данный результат Нидерланды разделили вместе с Данией. 12 очков нидерландское жюри присудило стране-победительнице, Ирландии. Рогир ван Оттерлоо в пятый и последний раз был дирижёром во время исполнения нидерландской песни. Он умер в январе 1988 года.

### Голосование
| Очки      | Страна                        |
| --------- | ----------------------------- |
| 12 баллов | - Франция                     |
| 10 баллов | - Италия - Швейцария          |
| 8 баллов  | - Люксембург - Югославия      |
| 7 баллов  | - Турция                      |
| 6 баллов  | - Ирландия                    |
| 5 баллов  | - Израиль - Испания           |
| 4 балла   |                               |
| 3 балла   | - Великобритания - Греция     |
| 2 балла   | - Австрия - Дания - Финляндия |
| 1 балл    |                               |

| Очки      | Страна    |
| --------- | --------- |
| 12 баллов | Ирландия  |
| 10 баллов | Германия  |
| 8 баллов  | Финляндия |
| 7 баллов  | Швейцария |
| 6 баллов  | Дания     |
| 5 баллов  | Греция    |
| 4 балла   | Норвегия  |
| 3 балла   | Израиль   |
| 2 балла   | Кипр      |
| 1 балл    | Франция   |